# Catharsius mirabilis
Catharsius mirabilis là một loài bọ cánh cứng trong họ Bọ hung (Scarabaeidae).